# Sports urbains à Lausanne
La ville de Lausanne dispose de plusieurs installations pour la pratique du sport urbain.

## Stade de la Pontaise
Voir  Stade olympique de la Pontaise

## Tennis Club de Montchoisi
Le MTC pour Monchoisi Tennis Club, qui serait le plus ancien de Suisse, a été fondé en 1883 à l'initiative d'un groupe d'Anglais établis à Lausanne. En 1895, l'architecte Gustave Wanner met à l'enquête un projet de Club House, pavillon dont l'élégante architecture  est d'inspiration classique.

## Skatepark HS36 àSévelin
Le HS36 était à l'origine un hangar. Il a été transformé en skatepark dans les années lors de la création de l'association détentrice, La Fièvre et aujourd'hui dispose d'un grand nombre de modules répartis sur deux étages qui organise régulièrement des contests, dont l'historique International Roller Contest Lausanne qui fête en 2014, ses 20 ans (bien qu'il ait été créé en 1993). Des contests annuels sont organisés, parmi les plus populaires on peut citer Hallowheels, Last Man Standing, Cash for Tricks etc..

## Stade Pierre-de-Coubertin à Vidy
Dès les années 1920, une association sportive entreprend la construction de divers équipements sportifs en bordure du lac, à Vidy. Ainsi en 1927 les architectes Charles Dubois et  Jacques Favarger y construisent-il un stade flanqué d'un corps de bâtiment abritant tribunes, vestiaire et buvette. Bien que transformé, cet édifice est toujours visible.

## Bowl de Vidy et espace Fair-Play

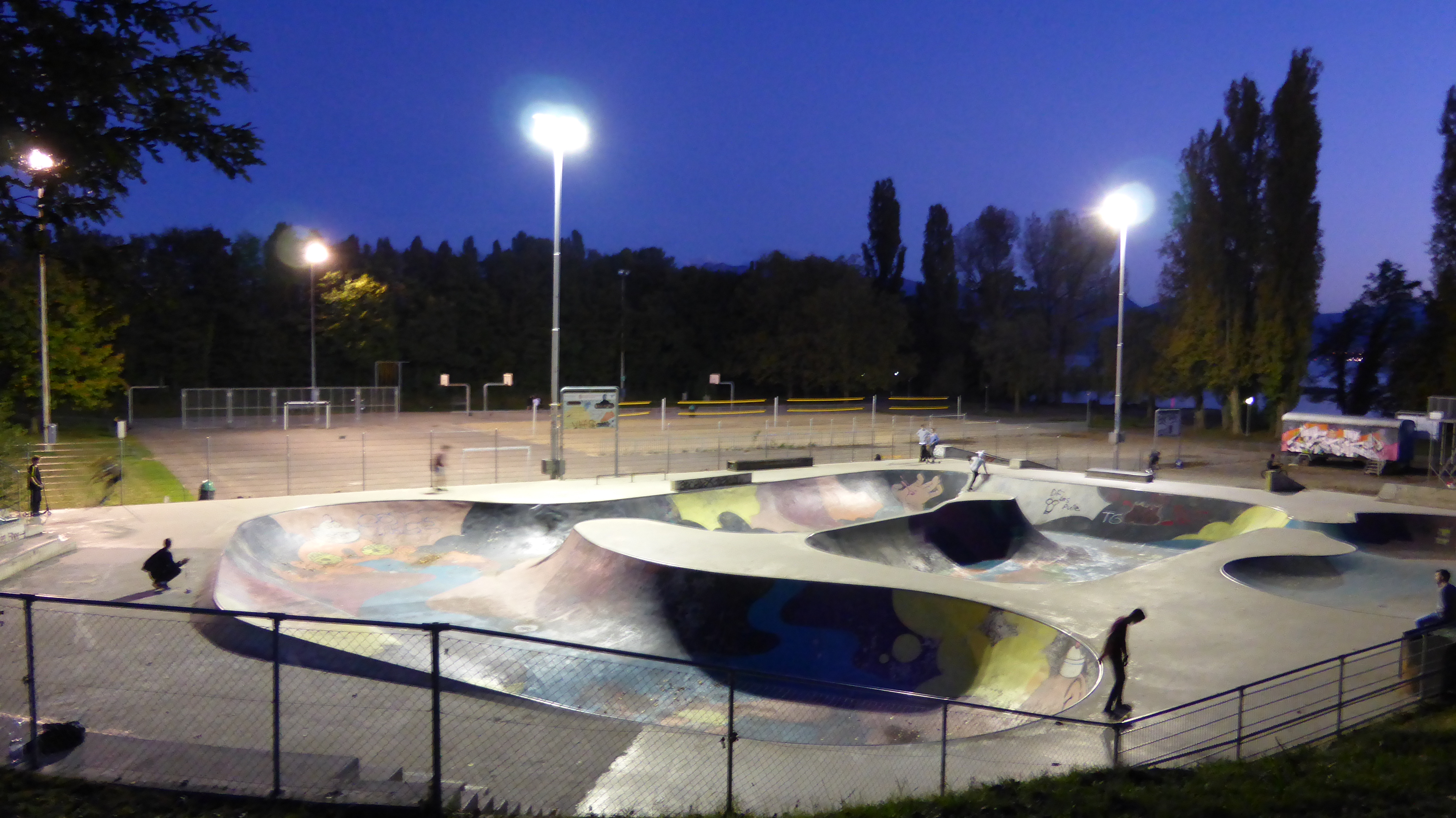
Le bowl et la zone sportive de Vidy

En 2023 est inauguré l'espace fair-play regroupant des terrains de basket 3x3 et 5x5, un terrain de beach volley, un bowl et d'un pumptrack et modules de street,. Il se situe entre le camping et le stade Pierre-de-Coubertin
Le bowl de Vidy a été inauguré en 2006. Son accès est gratuit et il est éclairé en soirée, jusqu'à 22 h, heure de fermeture. Les skateboards, les rollers ainsi que les BMX y sont autorisés. Ce bowl dispose de quatre grands bols de diamètres semblables avec des modules de street (barres).
Dans l'enceinte du bowl, on retrouve également une rampe half-pipe, autrefois nommée rampe de Vidy et se situait à l'époque à l'emplacement du bowl.

## Ouchy
Malgré la création du bowl de Vidy en 2006, les pratiquants se rendent souvent à Ouchy à côté de la place de la navigation, ou la Ville leur a construit en 2012, des modules permettant d'effectuer la plupart des figures avec un skate.

## Evénements
Le « Lausanne Street & Bowl Contest » (ou International Roller Contest de Lausanne suivant le lieu de la manifestation), compétition de tricks, se déroule généralement au bowl de Vidy ou au skatepark de Sévélin (HS36) et fait partie des grandes compétitions mondiales de skate et roller.
Des compétitions de skateboards fabriqués en plastique appelées Plastic Board Contest, sont organisées en 2012 par Globe et Escape Shop et en 2013 par Globe et Bantam.
En 2014,pour ses vingt ans, l'International Roller Contest de Lausanne s'est déroulé sur la place de la Navigation, à Ouchy, la traditionnelle compétition de sports urbains de la ville de Lausanne étant très populaire au passé et se déroulant quelques fois sur l'ancien skatepark de Vidy (là ou se situe le bowl depuis sa création).
Des noms connus du sport urbain comme Iouri Podlatchikov, et Tony Hawk ont pratiqué ou participé à des événements à Lausanne, notamment au bowl de Vidy